# Scottish National League 2017/18
Die Saison 2017/18 war die Austragung der höchsten schottischen Eishockeyliga, der Scottish National League. Die Ligadurchführung erfolgt durch die Scottish Ice Hockey, den schottischen Verband unter dem Dach des britischen Eishockeyverbandes Ice Hockey UK.

## Modus
Zunächst spielten alle Mannschaften eine einfache Runde mit Hin- und Rückspiel. Die besten Acht erreichten die Play-offs.

## Teilnehmer
| Mannschaft             | Stadt      | Vorjahresplatzierung  | Heimarena             | Kapazität |
| ---------------------- | ---------- | --------------------- | --------------------- | --------- |
| Dundee Comets          | Dundee     | Meister               | Dundee Ice Arena      | 2.300     |
| Paisley Pirates        | Paisley    | Vizemeister           | Braehead Arena        | 4.000     |
| Aberdeen Lynx          | Aberdeen   | Halbfinalist          | Linx Ice Arena        | 1.100     |
| Kirkcaldy Kestrels     | Kirkcaldy  | Halbfinalist          | Fife Ice Arena        | 3.280     |
| Edinburgh Capitals SNL | Edinburgh  | Viertelfinalist       | Murrayfield Ice Rink  | 3.800     |
| Dundee Tigers          | Dundee     | Viertelfinalist       | Dundee Ice Arena      | 2.300     |
| Moray Typhoons         | Elgin      | Viertelfinalist       | Moray Leisure Centre  |           |
| North Ayrshire Wild    | Stevenston | Viertelfinalist       | Auchenharvie Ice Rink |           |
| Kilmarnock Storm       | Kilmarnock | 9. Platz (Hauptrunde) | Galleon Centre        | 400       |
| Kilmarnock Thunder     | Kilmarnock | Neu                   | Galleon Centre        | 400       |
| Solway Stingrays       | Dumfries   | Neu                   | Dumfries Ice Bowl     | 1.000     |

## Hauptrunde
| Platz | Mannschaft               | Spiele | S  | U | N  | Tore   | Punkte |
| ----- | ------------------------ | ------ | -- | - | -- | ------ | ------ |
| 1.    | Dundee Comets            | 19     | 16 | 1 | 2  | 180:54 | 33     |
| 2.    | Kirkcaldy Kestrels       | 19     | 16 | 0 | 3  | 182:54 | 32     |
| 3.    | Paisley Pirates          | 18     | 15 | 1 | 2  | 135:35 | 31     |
| 4.    | Edinburgh Capitals (SNL) | 19     | 14 | 0 | 5  | 127:65 | 28     |
| 5.    | Aberdeen Lynx            | 20     | 12 | 0 | 8  | 123:71 | 24     |
| 6.    | Moray Typhoons           | 20     | 9  | 0 | 11 | 86:101 | 18     |
| 7.    | Kilmarnock Storm         | 19     | 9  | 0 | 10 | 89:101 | 18     |
| 8.    | Dundee Tigers            | 20     | 8  | 0 | 12 | 75:98  | 16     |
| 9.    | North Ayrshire Wild      | 20     | 2  | 0 | 18 | 24:141 | 4      |
| 10.   | Kilmarnock Thunder       | 18     | 2  | 0 | 16 | 47:197 | 4      |
| 11.   | Solway Stingrays         | 20     | 2  | 0 | 18 | 64:218 | 4      |

## Weblink
- Scottish National League 2017/18 auf stats.malcolmpreen.co.uk